# مک دونالد (ویرجینیای غربی)
مک دونالد (به انگلیسی: MacDonald) یک منطقهٔ مسکونی در ایالات متحده آمریکا است که در شهرستان فایت، ویرجینیای غربی واقع شده‌است. مک دونالد ۵۴۲٫۸۶ متر بالاتر از سطح دریا واقع شده‌است.